# 홍무정운
홍무정운(洪武正韻)은 중국 명나라 태조 홍무 8년(1375년)에 편찬한 운서다. 악소봉과 송렴 등 11명의 학자가 편찬했으며 총 16권이다.
수나라의 학자 육법언이 편찬한 《절운》부터 송나라 때 편찬된 《예부운략》에 이르는 시운(詩韻)의 체계는 명나라 때 사용된 실제 음운 체계와는 괴리가 심했다. 이에 송렴은 서문에서 편찬의 기준을 중원 아음(中原雅音)에 의해 정해진 것으로 하여 통상의 운서에서 채용된 평수운(平水韻)과는 다르고 원나라의 《중원음운》 19부와 비슷하게 22부의 운부를 두었다.
다만, 《중원음운》과는 달리 입성운과 전탁 성모를 여전히 가지고 있어 문제를 가지고 있다. 왕리 등은 《홍무정운》을 편찬한 학자들이 과거의 운서 체계에서 벗어나지 못했고 남방 출신들이 많아 중원의 소리에 정통하지 못했다는 견해를 제시했고 뤄창페이 등은 당시 북방음에 문어와 구어 양 계통이 있었는데 문어에서는 종래의 발음이 준수되었다는 견해를 제시했다.